# Angelo da Castro
Angelo da Castro, o di Castro, latinizzato come Angelus de Castro o Castrensis (1404 circa – Padova, 1485 circa), è stato un giurista italiano del XV secolo.
All'Università di Padova, dove insegnò per quarant'anni, era considerato uno dei maggiori maestri di diritto dell'epoca.

## Biografia

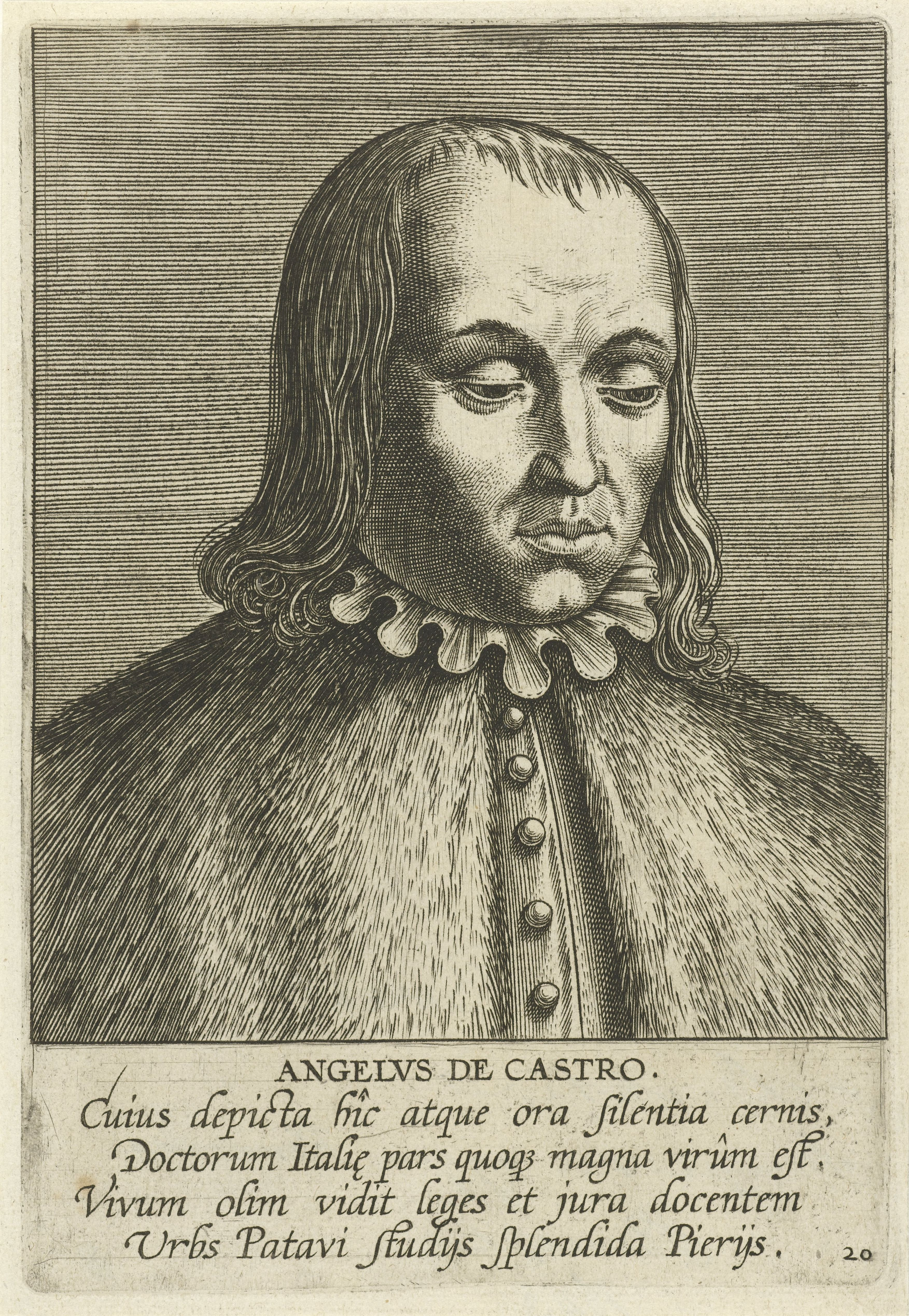
Ritratto di Angelo da Castro, tra il 1587 e il 1606, in Imagines L. Doctorum Virorum.

Nacque intorno al 1404 o negli anni successivi, figlio primogenito del giurista Paolo di Castro e di Piera de' Cervini di Corneto (Tarquinia), nipote del canonista Pietro d'Ancarano. Il luogo della nascita non è noto dati i continui spostamenti del padre. Angelo studiò a Padova, dove il padre aveva insegnato, conseguendo il dottorato in utroque iure nel 1436. Ben presto iniziò a insegnare come lettore prima a Bologna e poi a Padova, dedicandosi contemporaneamente all'attività consulenziale. Insegnò a Padova dal 1439 per circa quarant'anni, seppure con alcune interruzioni, soprattutto come docente di diritto canonico. Venne chiamato alla Curia romana come avvocato consistoriale, forse negli anni 1460.
Morì intorno al 1485 a Padova (l'anno della morte, come quello della nascita, è alquanto incerto). Fu sepolto come il padre nella Chiesa di Santa Maria dei Servi; il monumento funebre è attribuito ad Andrea Riccio ma è stata di recente proposta l'attribuzione a Giovanni de Fondulis.
I suoi consilia - conservati in vari manoscritti - sono rimasti inediti, tranne per una parte pubblicata assieme a quelli del padre Paolo.

## Opere

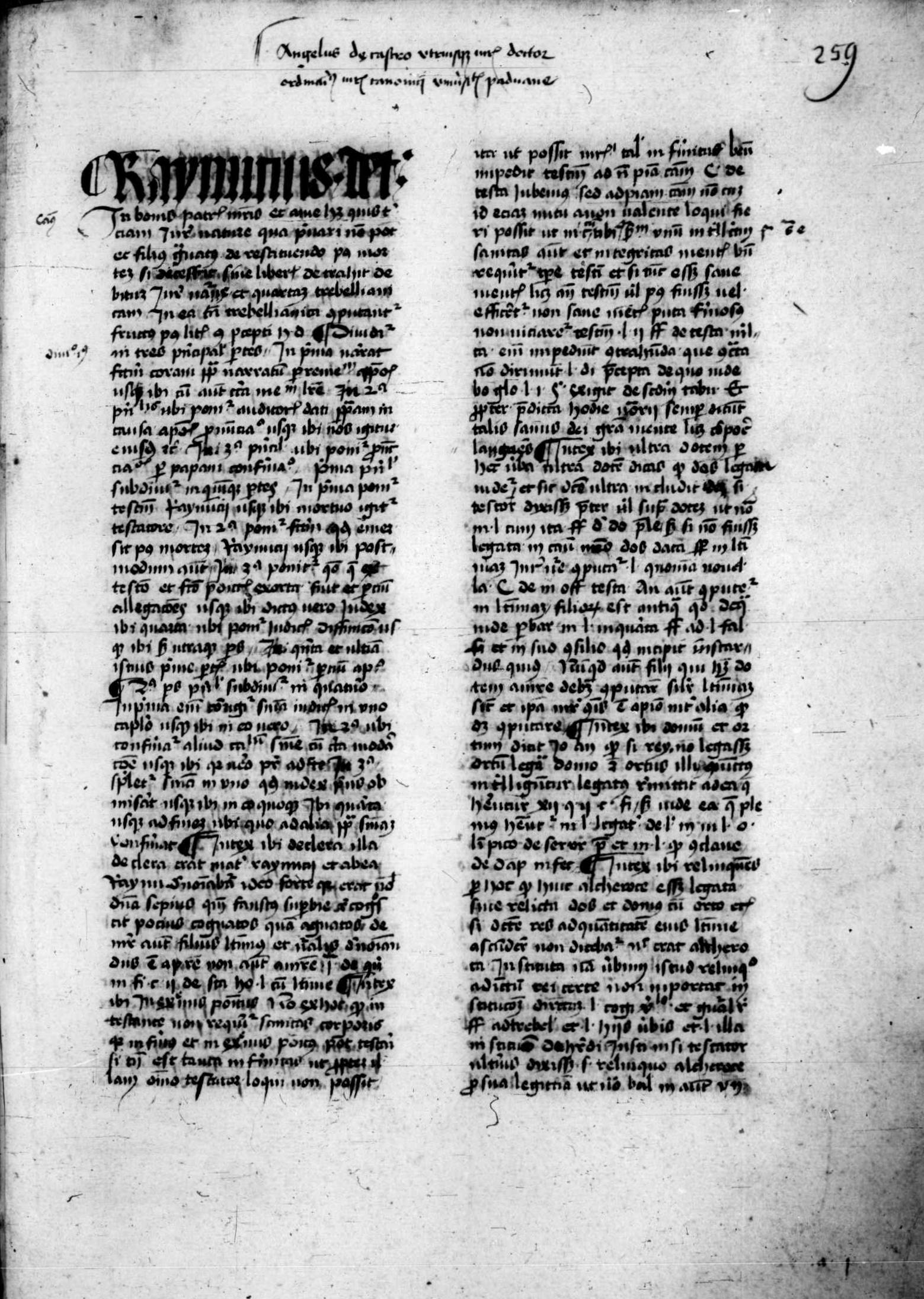
Tractatus, manoscritto, XV secolo. Monaco, Bayerische Staatsbibliothek.

### Manoscritti
- Tractatus, XV secolo, München, Bayerische Staatsbibliothek, Codices latini monacenses, Clm 6674,  ff. 259-293.
- Consilia, XV secolo, Nürnberg, Stadtbibliothek im Bildungscampus Nürnberg, Handschriften, Cent.VI.7,  ff. 31-70.